# O-Train
O-Train — легкорейковий міський поїзд (легке метро) в місті Оттава, Онтаріо, Канада. Діє з 2001 року. Управляється транспортною компанією OC Transpo, у веденні якої також знаходиться автобусний транспорт міста. З 2019 р. мережа O-Train поєднана з мережею швидкісних автобусів через вузлові станції (термінали).

## Передісторія
У період 1891—1959 в Оттаві існували трамвайні лінії. На згадку про них досі збереглася трамвайна зупинка (не діюча) поруч з парком Британія в північно-західній частині міста.

## Початок

Початковий план розширення міського рейкового транспорту, запропонований мером Б. Череллі і відхилений в 2006 році наступним мером Л. О'Браєном.

На початку 2000-х рр. розглядалися різні проекти розширення міського рейкового транспорту, від яких місто відмовилося після приходу до влади консервативного мера Л. О'Браєна, який був противником будівництва метро.
У 2010-х. рр. консервативні критики мера Дж. Уотсона пропонували замість будівництва другої лінії метро альтернативний план, висунутий ще за часів О'Браєна : використовувати для цілей міського транспорту лінії залізниці, що йдуть від вокзалу (де в 2019 р. була відкрита станція Tremblay) на південь міста (через залізничну станцію і автобусний вузол Fallowfield). Уотсон піддав даний план зустрічній критиці, вказуючи на два недоліки: по-перше, сама по собі залізнична лінія в цьому випадку потребуватиме суттєвого дообладнання, побудови паралельних шляхів, мостів і вузлів (існуюча ділянка є здебільшого одноколійною); по-друге, поїзди на даній ділянці, що не мала пересадок на великі вузлові термінали, йтимуть «з нікуди в нікуди», тоді як основна мета споруди метро — допомогти жителям швидше дістатися до роботи, розвантаживши при цьому шосе 417 і центр міста.

## Лінія Трілліум (з 2019— 2-а лінія; тимчасово не функціонує)
Лінія відкрита 15 жовтня 2001 року. 29 травня 2002 року лінія обслужила 1-мільйонного пасажира, 21 січня 2005 року — 5-мільйонного, а в 2010 році — 10- мільйонного.
До 14 вересня 2019 року дана лінія була єдиною лінією міського рейкового транспорту. Це неелектрифікована (дизельна) одноколійна наземна лінія довжиною 8 км з 5 станціями, що йде з півночі на південь Оттави. По ній з інтервалом 15 хвилин курсують два (з трьох наявних в парку) тривагонних дизель-потяга, що відходять від кінцевих станцій Бейвью і Грінборо назустріч один одному кожні 15 хвилин (в 00, 15, 30, 45 хвилин кожної години) і роз'їжджаються на середній станції Карлтон (досі єдиній, де є дві платформи та дві колії). Лінія виділена і не перетинається з міським та іншим транспортом, а кінцеві станції знаходяться в безпосередній близькості від транзитних терміналів швидкісних ліній міського автобуса.
У 2006 р. мер Боб Череллі запропонував план подальшого розвитку лінії, в ході якого одноколійні шляхи були б замінені двоколійними, і були б замінені також поїзди. У тому ж році, після його поразки на виборах мера, проект був відхилений.
Автобусні квитки на лінії недійсні, проте дійсні квитки автобусного транзиту (їх видає водій автобуса в обмін на автобусні квитки при посадці, і ними можна користуватися для пересадки на інші автобуси або на O-Train протягом півтори години) або електронні картки Presto. На входах на станції відсутні турнікети або інші контрольні пристосування, однак там можуть знаходитися співробітники лінії, які перевіряють квитки.
У травні 2020 року було заплановано тимчасово закрити лінію для проведення ремонтних робіт аж до кінця 2022 року. Через пандемію цей план було скасовано.
У 2022 р. лінію було закрито для реконструкції.

## Лінія Конфедерації (з 2019— 1-а лінія)

O-Train (станом на 2021 р.)

План будівництва O-Train до 2030 р. (етап 2)]. Лінії 2 та 4 відкриваються у січні 2025 р.

З початку 2000-х рр. міська адміністрація, окрилена успіхом лінії, запропонувала план її значного розвитку шляхом подовження від північної і південної кінцевих станцій відповідно на північний схід і південний захід. План був відкинутий в 2006 році через дорожнечу, але не остаточно, бо вже були заключені контракти, і повна відмова загрожувала штрафами за відмову від них. Незадовго до виборів мера Оттави у 2014 р. розглядалися два альтернативних варіанти: консервативна фракція в міській раді пропонувала використовувати діючу колію Канадських залізниць (від вокзалу до станції Фалоуфілд) для внутрішньоміських маршрутів, тоді як чинний мер Джим Уотсон, який переміг на виборах, запропонував інший план, який і був прийнятий: лінію із заходу на схід, яка повинна була замінити частину маршрутів швидкісних автобусів, і таким чином розвантажити ряд великих доріг для автомобільного руху.
Термін завершення другої лінії постійно відкладався. До осені 2018 р лінії і станції були в основному побудовані і знаходилися в тестовому режимі, а 14 вересня 2019 року лінія була відкрита. Вона проходить із заходу на схід міста через центр і Оттавський університет, в районі яких частина лінії (4 станції) проходять під землею. Решта станцій і шляхів є надземною. На відміну від 1-колійної лінії Трілліум, нова лінія є 2-колійною, що має значно підвищити її пропускну здатність.

### Критика
Після введення 1-й лінії в експлуатацію в її роботі відзначаються численні перебої, які, як правило, відбуваються вранці. Спочатку перебої були пов'язані із занадто чутливими сенсорами дверей, які викликали блокування поїзда при спробі пасажирів затримати руками відкриття або закриття дверей. У жовтні 2019 року було оголошено, що проблема з сенсорами була вирішена, проте ранкові перебої продовжують відбуватися з високою частотою. У зв'язку з цим в кінці жовтня 2019 р мер Джим Уотсон вирішив повернути в експлуатацію додаткові 40 автобусів, щоб компенсувати затримки.
У вересні-листопаді 2021 р. лінію знов було закрито, цього разу через інцидент зі сходом одного з потягів з рейок.

## Перспективи
В період 2019—2024 рр. планується подальше розширення другої лінії на схід до Place d'Orleans (будівництво почалося у 2020 р.) та на захід до Moodie Drive (у перспективі). Цей план має назву «2-й етап легкорейкового транспорту» (LRT 2nd stage).
Також знову розглядається план по подовженню Лінії Trillium (2-й лінії) до південних передмість Літрім і Ріверсайд-Саут через міжнародний аеропорт імені Макдональда-Картьє.
Також висувалися проекти з'єднати Оттаву з Гатіно шляхом розвитку нині покинутих залізничних колій (в тому числі нині закритий міст Принца Уельського через р. Оттава). Основним опонентом таких проектів було місто Гатіно, фінансово менш заможне і не готове до додаткових витрат у бюджеті, а також до створення міжпровінційного органу для управління лінією залізничного транспорту. Пізніше влада м. Гатіно відкинула план використання мосту Принца Уельського, а натомість запропонувала використати міст Портаж. У всякому разі, епідемія COVID-19 відклала реалізацію цього проєкту на довгі роки.

## Галерея зображень

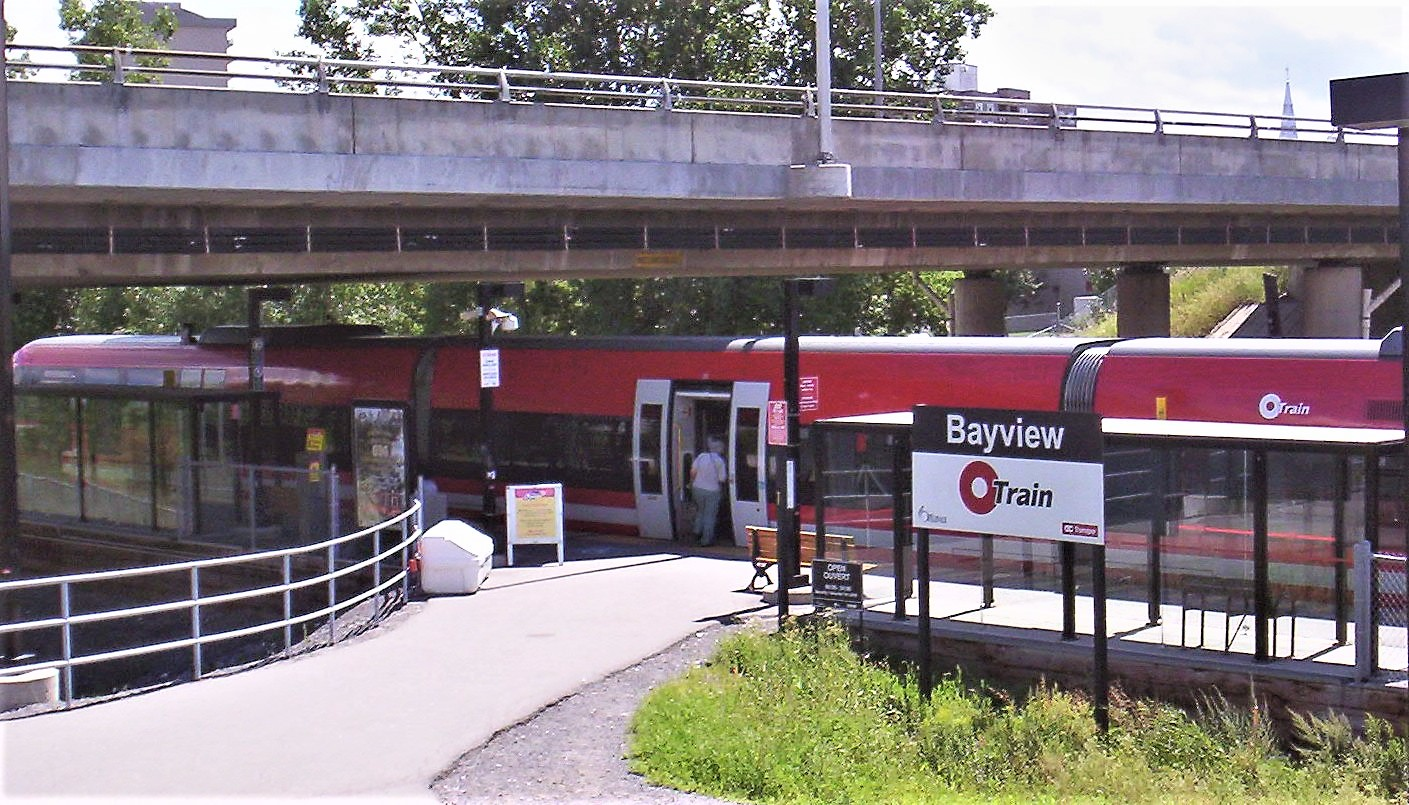
станція Бейвью (вигляд до спорудження червоної лінії)
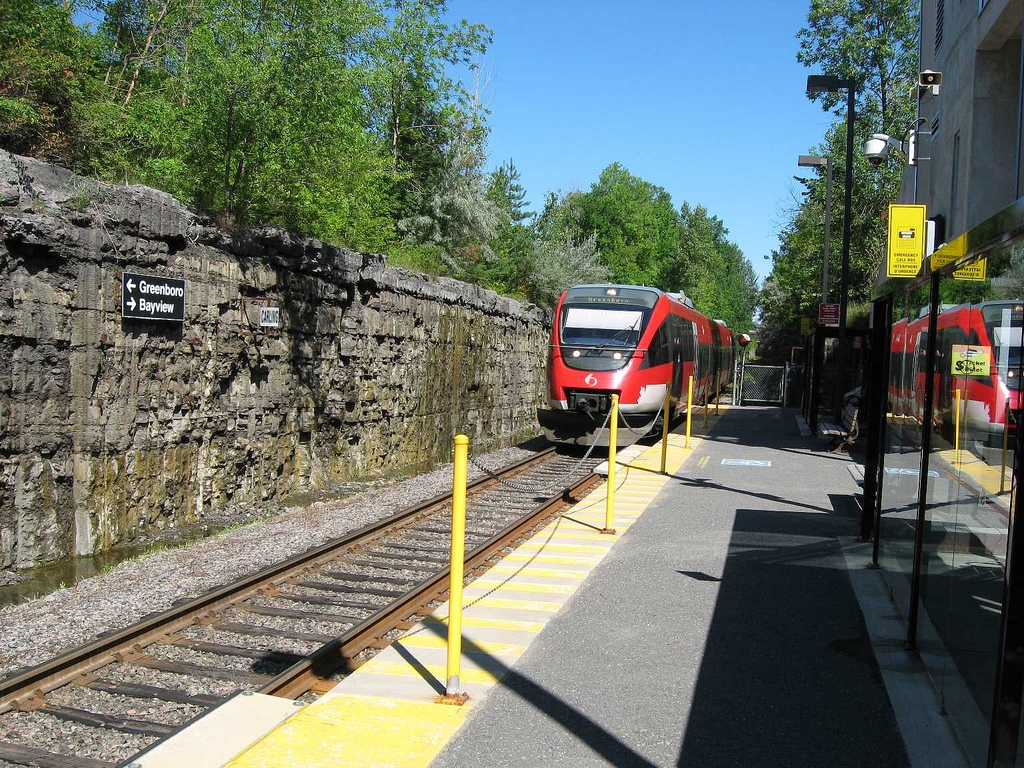
станція Карлінг (станом на 2025 г. її замінила нова станція Corso Italia з двома коліями)
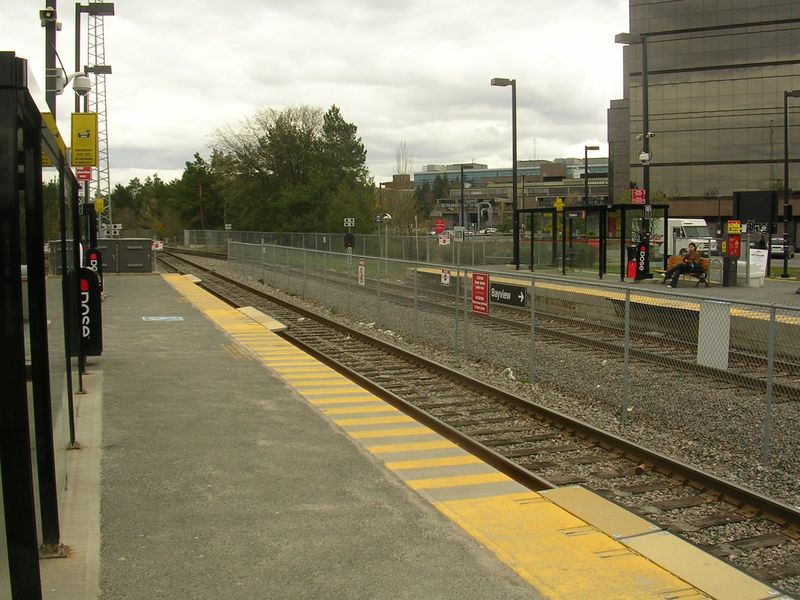
Станція Карлтон (була єдиною 2-колійною та 2-платформною станцією до спорудження червоної лінії)
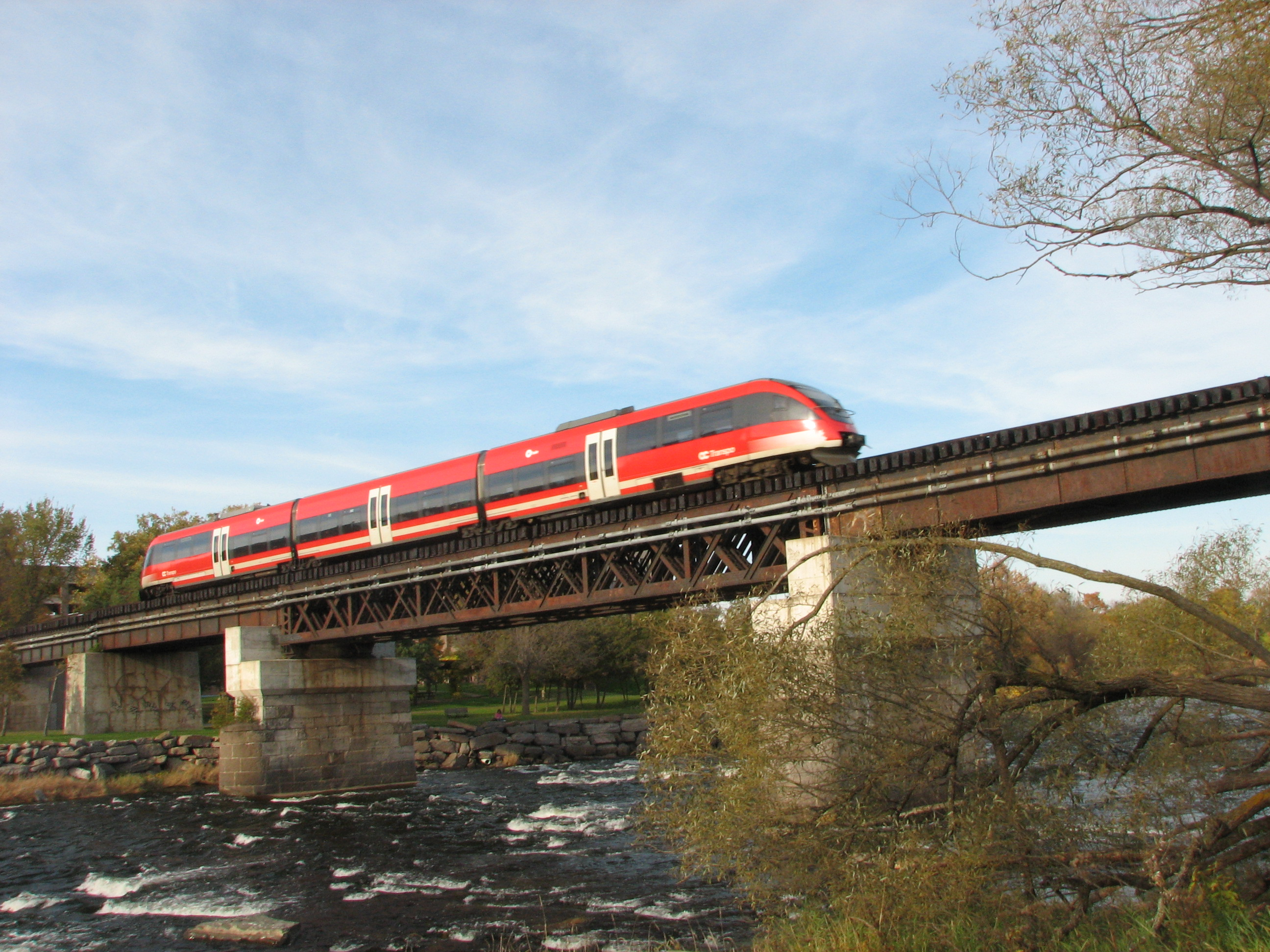
Проїзд через міст над річкою Рідо
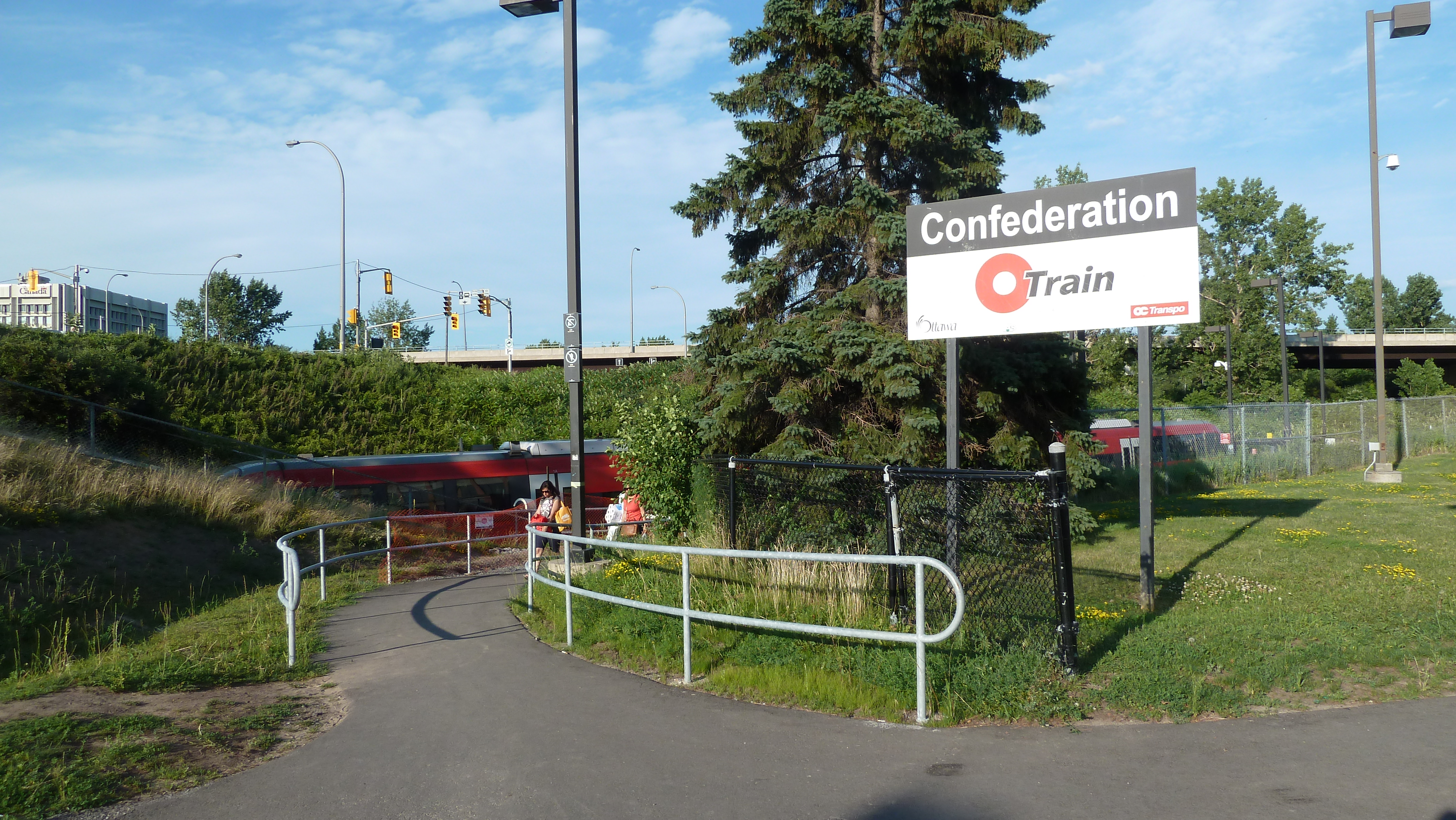
станція Конфедерація (вигляд до 2022 р., повністю перебудована та перейменована станом на 2025 р.)
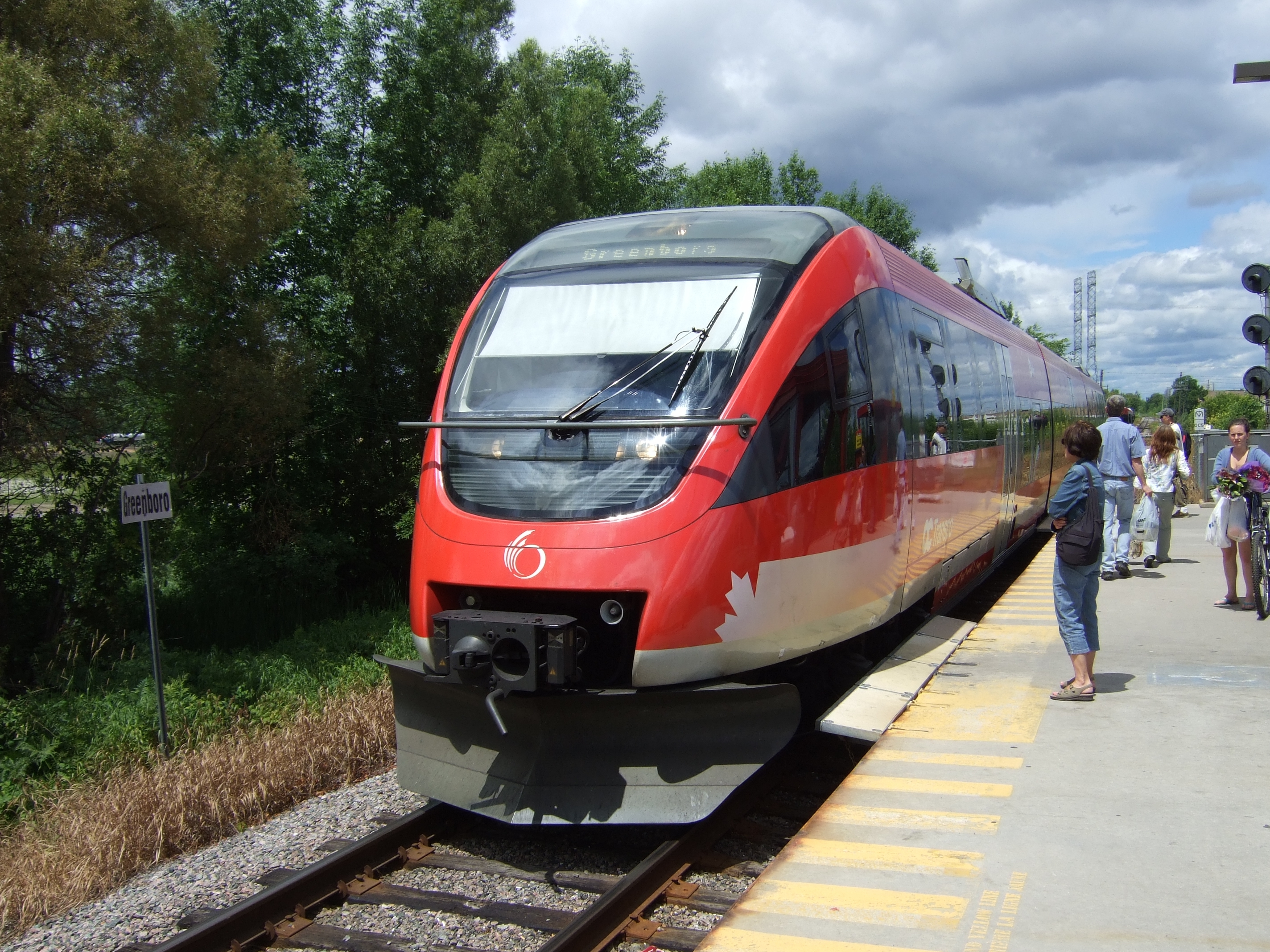
станція Грінборо (вигляд до 2022 р.)
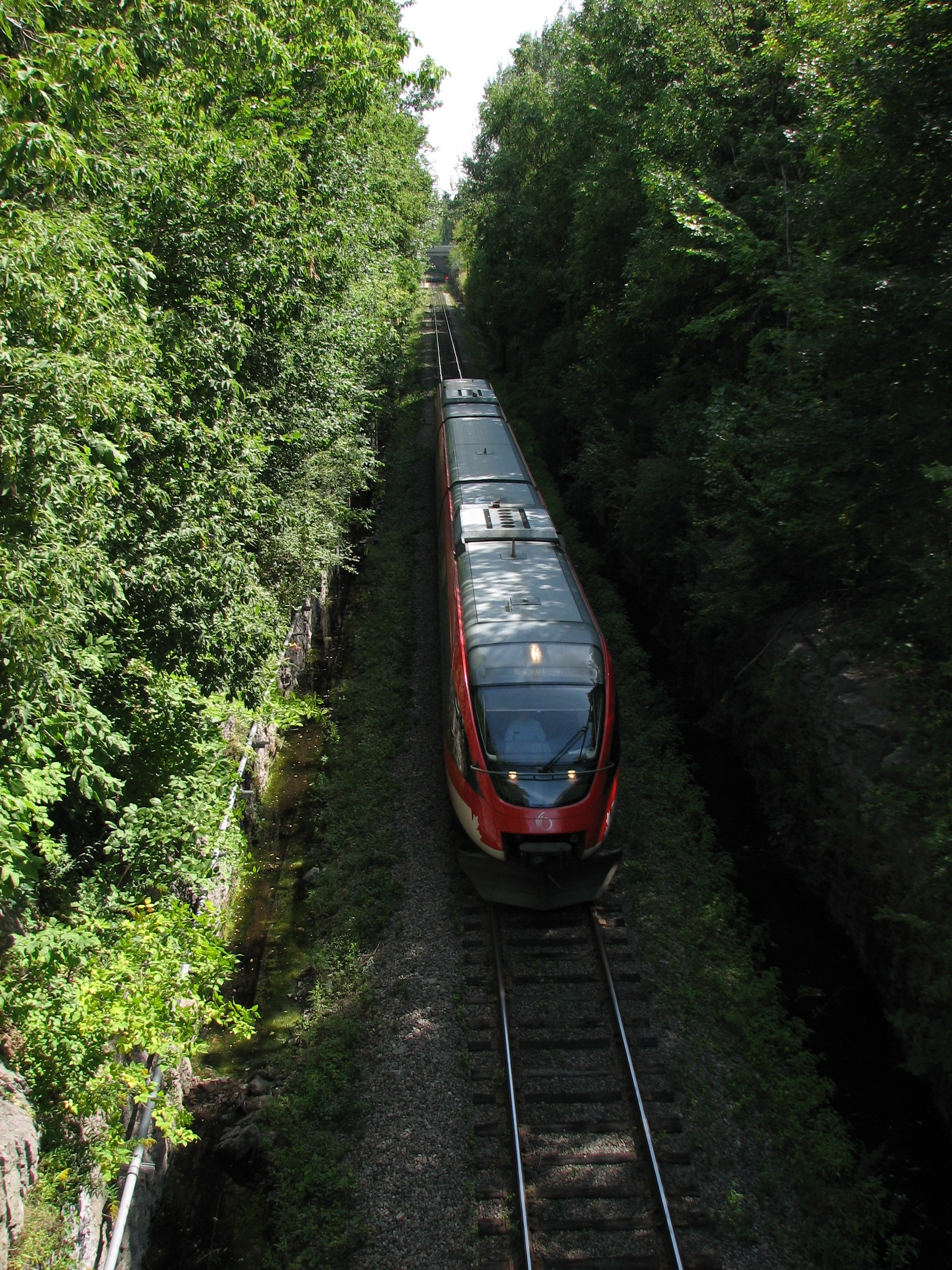
Поїзд в парковій просіці (вигляд до 2022 р.)
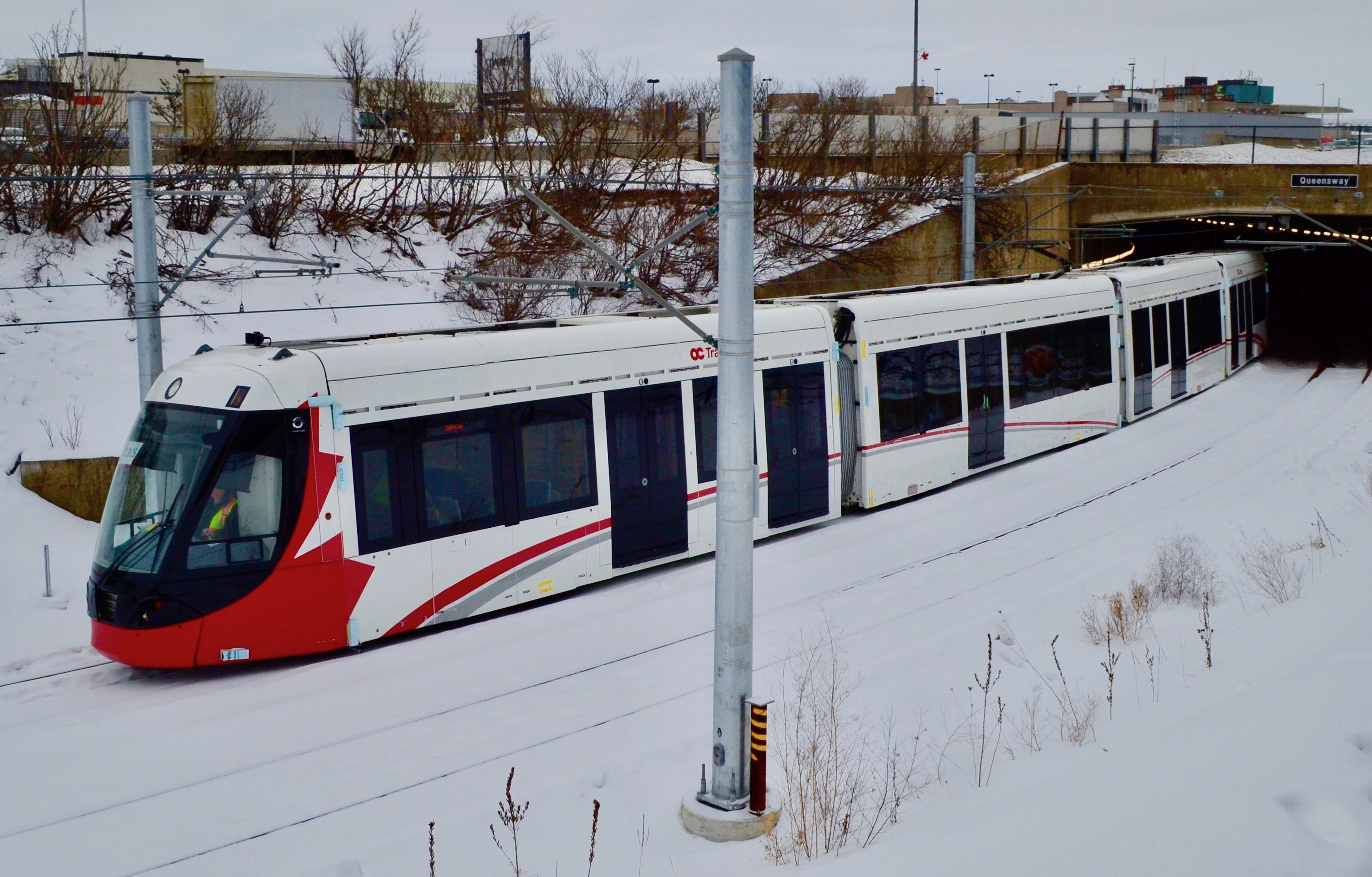
Тестовий прогін поїзда через станцію Сен-Лоран (січень 2018, Лінія Конфедерації)